# Пресвитерианская церковь в Боливии
Пресвитерианская церковь в Боливии (исп. Iglesia Presbiteriana de Bolivia, IPB) — пресвитерианская деноминация в Южной Америке.
Церковь основана в Боливии бразильскими и американскими миссионерами.

## История
Дата основания церкви — 1988 год. Церковь создана усилиями бразильских миссионеров в Боливии. Миссионеров направляла пресвитерианская церковь Бразилии. Наиболее известен Жоао Карлос де Паола Мота (порт. Joao Carlos de Paola Mota). Он занимался изучением Библии с народом кечуа и с испаноязычным населением. Основная деятельность осуществлялась в Кочабамбе, где была основана «Первая пресвитерианская церковь в Кочабамбе». Новые церкви были созданы в районе Кала-Кала в Кочобамбе. Когда Мота окончил миссионерскую работу, членство в церкви существенну уменьшилось.

## Социальные проекты
В церкви работает стоматологическая клиника и оказывается гуманитарная помощь нуждающимся. 

## Доктрина
В церкви не рукополагают женщин, священниками являются только мужчины. Церковь придерживается Вестминстерского исповедания веры, Вестминстерского Большого Катехизиса, Вестминстерского Краткого Катехизиса, и Апостольского Символа веры.

## Распространение
Конгрегации церкви есть в Кочабамбе, Ла-Пасе, Санта-Крусе, Боливии и Кала-Кале.

## Межцерковные связи
Деноминация — конфессиональный член Всемирного реформатского сообщества.